# Fichier des personnes recherchées
Fichier des personnes recherchées (FPR) è una base di dati governativa istituita dal ministero dell'interno francese e utilizzato dalla Police nationale. A novembre 2010 conteneva informazioni su 406 849 individui, tra cui minori in fuga, evasi, terroristi, ricercati dalla polizia giudiziaria e debitori. In assenza di reati o comportamenti sospetti, le persone schedate vengono rimosse dopo un anno dall'inserimento nel FPR.